# La Grigonnais

Localització de La Grigonnais

La Grigonnais  (en bretó Kerrigon) és un municipi francès, situat a la regió de país del Loira, al departament de Loira Atlàntic, que històricament va formar part de la Bretanya. L'any 2006 tenia 1.347 habitants. Limita amb Nozay, Vay, Blain, La Chevallerais i Puceul.

## Demografia
| 1962                                       | 1968 | 1975 | 1982 | 1990  | 1999  |
| ------------------------------------------ | ---- | ---- | ---- | ----- | ----- |
| 774                                        | 780  | 806  | 931  | 1.016 | 1.101 |
| Des de 1962: població sense dobles comptes |      |      |      |       |       |

## Administració
| Període | Identitat      | Partit |
| ------- | -------------- | ------ |
| 2001-   | François Favry |        |